# Farinata degli Uberti

Estàtua de Farinata a la galeria Uffizi, Florència

Farinata degli Uberti va ser un aristòcrata florentí, capitost de la facció gibel·lina de la ciutat.
Va esdevenir el líder dels gibel·lins contraris al Papa, que va liderar des del 1239. Amb la mort el 1250 de l'emperador Frederic II, la facció rival dels güelfs va aconseguir recuperar el control de Florència, i Farinata va haver d'exiliar-se amb els seus partidaris. Van refugiar-se al bastió gibel·lí de Siena, des d'on es va aliar amb el fill il·legítim de Frederic Manfred de Sicília i, tot i l'escàs suport militar dels seus aliats, va aconseguir liderar les forces gibel·lines a la victòria sobre els güelfs a la batalla de Montaperti. Gràcies a la victòria va poder recuperar Florència i expulsar-ne les principals famílies güelfes.
Els aliats de Farinata volien convertir Florència en un exemple per altres ciutats, i seguint el model que els romans havien seguit amb Cartago, van acordar en assemblea d'arrasar la ciutat. Farinata els va plantar cara, afirmant que ell era primer florentí i gibel·lí en segon lloc, i que, si calia, defensaria la seva ciutat natal amb la vida. Davant la seva postura, la resta de gibel·lins es van avenir a enderrocar només les defenses de la ciutat i les cases dels güelfs més preeminents (en total 103 palaus, 580 cases, i 85 torres). Farinata va morir el 1264.
El 1266 els güelfs recuperaren altre cop el control de la ciutat, i van continuar amb la política de demolicions destruint totes les propietats de la família Uberti, en el que ara és la Piazza della Signoria i decretant que cap edifici podia ser construït en aquell lloc maleït. El 1283 els cossos de Farinata i el de la seva esposa van ser exumats i cremats, després de ser condemnats a mort en un judici postmortem per heretgia. Les acusacions sostenien que Farinata no creia en la vida després de la mort, i que va centrar la vida en la recerca del plaer temporal.
Dante Alighieri compartia la tesi inquisitorial i en la seva obra magna La Divina Comèdia va situar Farinata al sisè cercle de l'infern, on cremen els heretges.